# Belegt

Rechter Schrägbalken mit drei gestümmelten Adlern belegt/beladen

Belegt oder beladen ist in der Heraldik ein Fachbegriff, der eine bestimmte Darstellung eines Heroldsbildes oder einer Wappenfigur beschreibt.
Dargestellt wird bzw. werden eine Wappenfigur/ein Heroldsbild oder mehrere Wappenfiguren, die auf einem Heroldsbild oder einer anderen Figur im Wappen aufgelegt sind. Die zuunterst liegende Figur muss noch erkennbar sein, andernfalls wird sie als überdeckt (Überdeckung) blasoniert. Letzteres gilt auch, wenn die aufgelegte Figur (z. B. Schrägbalken) den Schildrand berührt, z. B. im Wappen der Freiherren von Hochberg (Hachberg) bis 1796: „Gespalten von Gold und Silber, belegt mit einem gold-gekrönten und -bewehrten linksgekehrten, roten Löwen, alles von einem roten Schrägbalken überdeckt.“
Das Wappen von Lothringen: „In Gold ein roter (rechter) Schrägbalken, belegt (beladen) mit drei gestümmelten weißen Adlern (Alérion).“